# さいたま市岩槻川通公園野球場
さいたま市岩槻川通公園野球場（さいたまし・いわつき・かわどおりこうえん・やきゅうじょう）は、埼玉県さいたま市岩槻区の川通公園内にある野球場。愛称 やまぶきスタジアム。施設はさいたま市が所有し、さいたま市公園緑地協会が指定管理者として運営管理を行っている。

## 歴史
2002年、当時の岩槻市に岩槻市川通公園野球場（いわつきし・－）として竣工。同市の市の花であった（さいたま市に編入合併後は区の花として再指定）ヤマブキに因み「やまぶきスタジアム」の愛称が付与された。2004年には彩の国まごころ国体の軟式野球競技の会場として使用された。2005年4月1日、岩槻市がさいたま市に編入合併したのに伴い、現名称となった。
球場自体は大きくなく、バックネット裏の場外を防ぐネットが低いため、ファウルが駐車場に直撃する可能性がある。その事から、あまり硬式用としては向かない設計と言える。2013年までは埼玉県内の高校野球公式戦の開催会場として使用されていた。また、プロ野球イースタン・リーグ公式戦や社会人野球、東京新大学野球連盟の公式戦も開催される。
なお、当球場の他にある岩槻区内の野球場として岩槻城址公園（旧・岩槻公園）内の岩槻城址公園野球場（旧称は「岩槻公園野球場」）がある。こちらは、1967年の清新国体のソフトボール競技会場として建設されたものである。

## 施設概要
- グラウンド面積：13,390m2
- 両翼：95m、中堅：122m
- 内野：土、外野：天然芝
- 収容人員：3,331人（内野：ネット裏＝背もたれ付きセパレート席 574人、一・三塁側＝ベンチ席 757人、外野：芝生 2,000人）
- スコアボード：磁気反転式
- 照明設備：6基（最大照度：投捕間1000Lx）

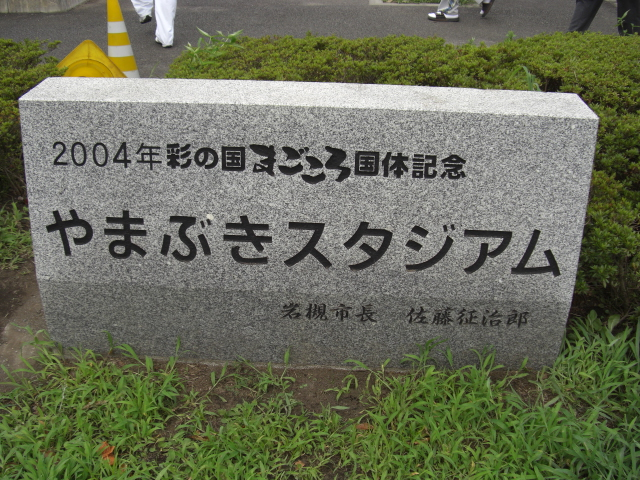
野球場近くにある記念碑
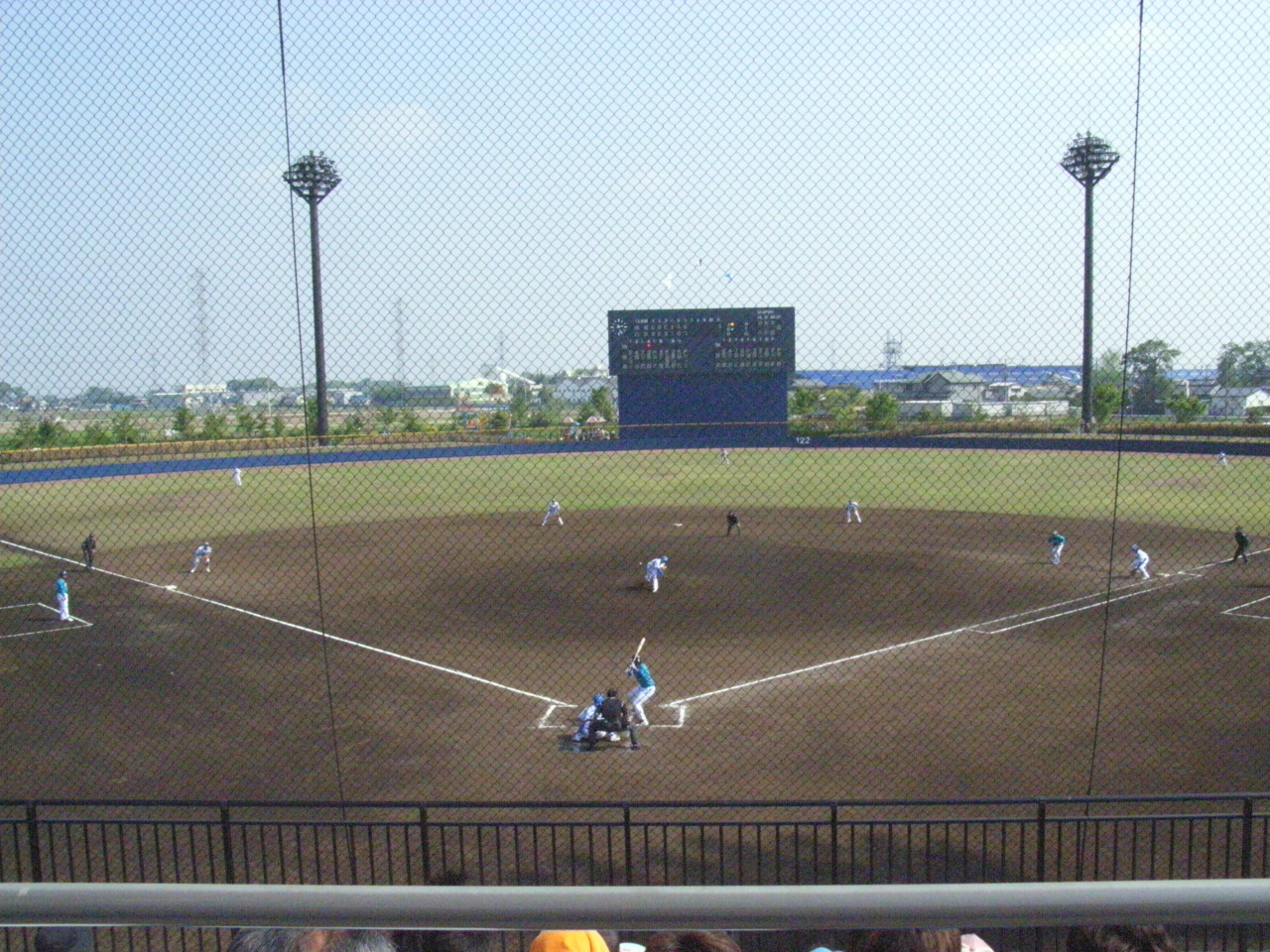
2008-04-27 イースタン公式戦（西武－湘南）

## 交通
- 東武野田線・東岩槻駅よりタクシー約10分、徒歩約40分
- 東武野田線豊春駅から徒歩約30分
- 東北自動車道・岩槻インターチェンジより約5km

付近にバス路線がないので注意。